# Jeffrey Peterson
Jeffrey Peterson (nascido a 11 de outubro de 1972, em Santa Bárbara, Califórnia) é um milionário e empresário de tecnologia do Arizona que é considerado o pioneiro da Internet Hispânica nos Estados Unidos. Conhecido tanto pela seu conhecimento tecnológico como de negócios, é mais conhecido como o fundador da Quepasa, uma das comunidades online mais populares da América Latina.

## Vida
Peterson cresceu em Santa Barbara, na Califórnia. Filho de uma mãe Inglesa e pai Americano, os seus antepassados paternos emigraram de Espanha para Santa Barbara. Peterson foi educado em escolas públicas na área de Santa Barbara, Califórnia. De acordo com um artigo publicado pelo Arizona Republic, Peterson cresceu sendo vizinho do director do laboratório de informática da Universidade da Califórnia em Santa Bárbara, que o introduziu à programação de computadores desde tenra idade em 1978.
Conectado remotamente ao computador mainframe da UCSB através de um terminal burro por horas a fio, Peterson gastou as mais significantes horas de sua infância. O jovem guru rapidamente aprendeu como criar o seu próprio Unix e aplicações baseadas em VMS nos sistemas PDP-11 e DEC VAX do campus. Nos primórdios da computação, a ciência altamente técnica dos sistemas programação era um passatempo tomado apenas por professores universitários e engenheiros. Para se enquadrar, Peterson mantinha alegadamente uma identidade secreta e logava no PDP-10 do laboratório de Inteligência artificial do MIT, onde era conhecido pelos seus colegas como "Dr. Jeffrey Peterson", quando tinha apenas onze anos de idade.
Em 1981, Peterson conseguiu seu primeiro emprego, como depurador para uma empresa de software focada em computadores Commodore. Em 1983, trabalhou como certificador de produtos para o fabricante de hardware LOBO Systems. Em meados dos anos 1980, Peterson concentrou-se no desenvolvimento de softwares de distribuição gratuita para Bulletin Board System e aplicações de jogos multi-usuário (Multi-User Dungeon). Ficou conhecido entre seus colegas como um expert em implementar soluções customizadas em sistemas multi-tarefa baseados em kernel, que sempre excediam os limites de hardware atuais. Peterson, na sua adolescência, já programava em Assembler e linguagem C, contribuiu fortemente para o surgimento das comunidades de desenvolvimento de Software livre e código aberto nos anos 1980. Publicou inúmeros textos, incluindo artigos sobre multiprocessamento, métodos Quasi-empíricos e Inteligência artificial.
Peterson foi ridicularizado por seus primeiros anos de programação em um artigo satírico publicado no TheStreet.com em 2004. O artigo, que destacava a biografia pública de Peterson conforme constava numa declaração aos accionistas da Quepasa em 23 de abril de 2004, questiona: "é suposto acreditarmos que o rapaz programava computadores quando tinha 10 anos de idade?" No entanto, Peterson aparece nesta idade como um dos contribuintes na contra-capa do livro mais vendido sobre softwares de computador em 1983.
Muito familiarizado com o ambiente universitário devido aos seus primeiros anos de programação na faculdade, Peterson trabalhou como disc jockey na estação de rádio universitária KCSB-FM da Universidade da Califórnia em Santa Bárbara entre 1986 e 1990.  Durante o final da década de 80, Peterson assumiu o cargo de "Traffic Manager" entre os dezesseis membros do comité executivo da rádio universitária KCSB-FM que deu a Jim Rome e Sean Hannity seus primeiros empregos em transmissões de rádio. 
Peterson saiu da escola em 1988 então com 16 anos, para alcançar o que se tornaria uma carreira de sucesso em investimentos na Wall Street. Deu continuidade aos estudos nas áreas de Direito.

## Realizações

### Os anos em Wall Street
Em 1989, Peterson obteve um emprego no departamento de operações da corretora Lehman Brothers, onde rapidamente aprendeu sobre a bolsa de valores. Mais tarde, viria a passar os exames da indústria e a tornar-se um Corretor da Bolsa com dezanove anos. Depois de trabalhar para diversas corretoras, fixou-se no campo do Investimento Bancário, onde ganhou experiência em Finanças Empresariais. Peterson continuaria a trabalhar com grupos de investimento que financiaram centenas de empresas primariamente através de transacções de Ofertas Públicas Iniciais (IPO) durante as fortes condições da bolsa de valores do início dos anos 90.

### Quepasa.com
Em 1997 Jeffrey criou o Quepasa.com.  O site foi a primeira comunidade online focada em internautas americanos de origem hispânica. Um ano depois, ele conseguiu convencer o magnata dos esportes Jerry Colangelo a ajudar a levantar mais de 20 milhões de dólares de capital para o lançamento da empresa. O astro Jason Kidd do Phoenix Suns ajudou como investidor. John Elway, ex-quarterback do Denver Broncos, investiu $500,000. 
Poucos meses depois, o Presidente da Costa Rica Jose Maria Figueres passou a fazer parte do Conselho de Administração da Quepasa. Peterson passou a vender uma participaçao do site de língua espanhola a Sony Pictures Entertainment e Telemundo LLC. O diretor de negócios, comentarista e ex-presidente da FDIC L. William Seidman juntou-se ao Conselho de Administração da Quepasa.Após reunir-se com Peterson durante uma entrevista online na sede do Miami Herald, Gloria Estefan passou a ser porta-voz oficial da Quepasa e de seus investidores. Outdoors da Quepasa , frequentemente vistos em cidades hispânicas nos Estados Unidos, encorajavam latinos a juntarem-se ao "El Mundo Nuevo" (o Novo Mundo) online. Milhões deles o fizeram.
Em 24 de Junho de 1999, a Quepasa entrou na Bolsa de Valores de Nasdaq. No final do dia, a Quepasa valia 272 milhões de dólares. O orgulhoso jovem fundador da empresa foi apresentado ao vivo em entrevistas na CNN e CNBC.  Aos 26 anos, Peterson viu seu património líquido crescer em 36 milhões de dólares. 
Um ano mais tarde, a Quepasa foi nomeada o destino online mais popular para os Hispânicos dos Estados Unidos, à frente de concorrentes como Starmedia e Yahoo! Español.

### Controvérsia na Gestão da Quepasa
Pouco depois da entrada da Quepasa na Bolsa de Valores, Peterson foi expulso da empresa por Gary Trujillo, o novo CEO que Peterson tinha contratado 60 dias antes para gerir a Quepasa. Ao falar sobre golpe administrativo surpresa ao Arizona Republic, Peterson afirmou, "Ele (Trujillo) quebrou cada grão de confiança que coloquei nas mãos dele". 
Numa acção judicial interposta no Tribunal Superior do Condado de Maricopa, Peterson foi acusado de competir com a Quepasa. A acção judicial resolveu-se 90 dias mais tarde, com a Quepasa a pagar 2,4 milhões de dólares a Peterson. Trujillo reconheceu mais tarde que foi um "problema de personalidade".
Posteriormente, Peterson renunciou ao Conselho de Administração, embora tenha continuado a ser o maior accionista da Quepasa. A sua saída da Quepasa viria a "deixar a empresa nas mãos de um CEO e conselho de administração inexperientes, tanto na área da Internet como na tecnologia que a operava".

### Vayala Corporation
Em Julho de 2001, Peterson fundou a empresa de pesquisas na Internet, Vayala Corporation, com Brian Long Lu, filho de um magnata asiático da tecnologia Hong Liang Lu, e Mike Marriott. A Vayala, responsável pelo desenvolvimento de tecnologias de pesquisa dinâmicas de grande escala, teve sucesso ao assegurar financiamento de capital de risco com os executivos da Softbank Corp. Em 2002, a Vayala foi adquirida pela Quepasa.
Durante este tempo, The Arizona Republic exibiu uma fotografia de Peterson na capa da edição de Domingo, num artigo de três páginas sobre a sua carreira. A série foi exibida nos dias 9, 10 e 11 de Setembro de 2001, dia dos infames ataques ao World Trade Center.

### Aquisição e Ressurreição da Quepasa
Em 2002, as acções da Quepasa tinha diminuído o seu valor sob a liderança do CEO Trujillo até valerem praticamente nada. Nos relatórios da comunicação social, Trujillo culpou o declínio do valor de mercado da Quepasa nas condições desfavoráveis do mercado e na "bolha ponto-com". O Chicago Tribune escreveu: "Mesmo com o Inverno da Internet soprando ventos frios pela paisagem digital, muitos especialistas ficaram surpreendidos ao saber da morte daquele que tinha sido em tempos um website super bem sucedido centrado no Hispânicos, o Quepasa.com".
Mais tarde nesse ano, Peterson conduziu um grupo de investidores através de uma bem sucedida guerra por procuração e aquisição hostil da Quepasa, alegadamente investindo milhões do seu próprio dinheiro. Pouco depois da aquisição, Peterson foi outra vez nomeado Presidente e Director Executivo da Quepasa.
Em Janeiro de 2004, o Business Journal of Phoenix relatou que a Quepasa estava "no meio de uma reforma dirigida pelo seu criador, Jeffrey Petterson". Em 2006, as acções da Quepasa ascenderam o seu valor em 150 milhões de dólares.
No dia 5 de Novembro de 2006, Peterson abandonou novamente a empresa, depois de vender 30% da Quepasa a um investidor bilionário chamado Richard Scott.

## Actividade Política
Peterson, um Democrata, esteve envolvido em círculos políticos. As suas afiliações políticas estiveram frequentemente relacionadas com interesses Hispânicos.
Em 2003, Peterson foi nomeado para a Comissão Arizona-México pelo então Governador do Arizona, Janet Napolitano. Em 2005, foi nomeado para o Comité Executivo.
Em 2005, Peterson foi nomeado para o comité de transacções transfronteiriças do Departamento de Bens Imobiliários do Arizona. O comité concentra-se nas transacções internacionais de bens imóveis entre residentes do Arizona e México.
Em 2005, Peterson foi nomeado Presidente do Subcomité de Tecnologia do Comité Executivo de Títulos 2006, por Phil Gordon, Mayor de Phoenix. A iniciativa de títulos no valor de 850 milhões de euros foi aprovada pelos votantes em Março de 2006.
Peterson suportou financeiramente as marchas de reforma pelos [Imigração|Imigrantes] em 25 de Março de 2006 e 10 de Abril de 2006.
Peterson foi um co-anfitrião na angariação de fundos a 1 de Junho de 2006 para o Candidato ao Senador do Arizona Jim Pederson, com destaque para o ex-Presidente Bill Clinton.
Relatou-se que Peterson organizou uma angariação de fundos na sua residência para Barack Obama, com destaque para o Presidente do Comité Democrático Nacional Howard Dean e para a actriz Scarlett Johansson, que ocorreu no dia 21 de Agosto de 2008.
De acordo com os registos de propriedade do Condado de Maricopa, Arizona, a residência de Peterson está listada no mesmo endereço que a do Senador do Arizona John McCain.

## Laços com Hollywood
Por razões desconhecidas, soube-se que Peterson manteve laços com personalidades significantes da indústria do entretenimento. Por exemplo, Peterson designou Gloria Estefan como investidora e porta-voz da Quepasa em 1999. O produtor cinematográfico Paul Mazursky foi um investidor no início de Peterson, Vayala Corp.. O co-fundador da banda rock Dishwalla está listado como um membro do Conselho de Administração numa das primeiras Declarações de Registo da Quepasa. Peterson é um amigo de infância do produtor de música Rap, Damizza. Em Setembro de 2005, a Quepasa anunciou uma campanha de marketing com Jennifer Lopez. Até Sammy Hagar, que comercializa [Tequila] mexicana, criou alegadamente laços com a Quepasa.

## Actividades Actuais
Peterson está considerado entre as principais autoridades da Internet Hispânica nos Estados Unidos. Mantém um número de papéis de consultoria na indústria das Tecnologias da Informação. Peterson está ao serviço do comité Hispânico da Interactive Advertising Bureau em Nova Iorque. De acordo com a sua biografia pública, actua como um consultor de tecnologia para o Governo do México.
A 20 de Julho de 2009, Peterson vendeu o nome de domínio demand.com à Demand Media Inc., uma empresa controlada pelo ex-Presidente do MySpace Richard Rosenblatt, de acordo com múltiplas notícias.